# Guiné Equatorial nos Jogos Olímpicos de Verão de 1996
A Guiné Equatorial participou dos Jogos Olímpicos de Verão de 1996 em Atlanta, Estados Unidos. A delegação foi composta por cinco desportistas que competiram apenas no atletismo.

## Desempenho

### Atletismo
Masculino
| Bonifacio Edu                                                   | 100 m               | 11.87 | 9º/bat. 1 | Não avançou | Não avançou | Não avançou | Não avançou | Não avançou | Não avançou |             |             |
| Gustavo Envela                                                  | 200 m               | 22.09 | 8º/bat. 6 | Não avançou | Não avançou | Não avançou | Não avançou | Não avançou | Não avançou |             |             |
| Casimiro Asumu Nze                                              | 400 m               | 50.14 | 7º/bat. 6 | Não avançou | Não avançou | Não avançou | Não avançou | Não avançou | Não avançou |             |             |
| Ponciano Mbomio Casimiro Asumu Nze Bonifacio Edu Gustavo Envela | Revezamento 4x100 m | 45.63 | 5º/bat. 2 |             |             | Não avançou | Não avançou | Não avançou | Não avançou | Não avançou | Não avançou |

Feminino
| Atleta         | Evento | Eliminatórias | Eliminatórias | Semifinais  | Semifinais  | Final       | Final       |
| Atleta         | Evento | Res.          | Pos.          | Res.        | Pos.        | Res.        | Pos.        |
| -------------- | ------ | ------------- | ------------- | ----------- | ----------- | ----------- | ----------- |
| Juliana Obiong | 100 m  | 13.88         | 9º/bat. 6     | Não avançou | Não avançou | Não avançou | Não avançou |

Legenda
| Recorde mundial      | Recorde mundial (World record)               |                       | Recorde africano                      | Recorde africano (African) |                                           | Q | Classificado por posição (Qualified) |
| Recorde olímpico     | Recorde olímpico (Olympic record)            | Recorde da América    | Recorde da América (Americas)         | q                          | Classificado por melhor tempo (Qualified) |   |                                      |
| Melhor marca do ano  | Melhor marca do ano (World leading)          | Recorde asiático      | Recorde asiático (Asian)              | DNS                        | Não largou (Did not start)                |   |                                      |
| Recorde nacional     | Recorde nacional (National record)           | Recorde europeu       | Recorde europeu (European)            | DNF                        | Não terminou (Did not finish)             |   |                                      |
| Recorde pessoal      | Recorde pessoal do atleta (Personal best)    | Recorde da Oceania    | Recorde da Oceania (Oceania)          | DSQ / DQ                   | Desclassificado (Disqualified)            |   |                                      |
| Recorde da temporada | Recorde da temporada do atleta (Season best) | Recorde sul-americano | Recorde sul-americano (South America) | NM                         | Sem marca (No mark)                       |   |                                      |